# Spoorlijn Martigné-Ferchaud - Vitré
De spoorlijn Martigné-Ferchaud - Vitré was een Franse spoorlijn van Martigné-Ferchaud naar Vitré. De lijn was 38,9 km lang en heeft als lijnnummer 467 000.

## Geschiedenis
De lijn werd geopend door de Administration des chemins de fer de l'État op 28 december 1881. Kort daarna, in 1883 werd de lijn overgedragen aan de Compagnie des chemins de fer de l'Ouest. 
Reizigersverkeer werd opgeheven op 2 oktober 1938. Goederenvervoer werd stapsgewijs opgeheven vanaf 1952, tussen Martigné-Ferchaud en Forêt-de-la-Guerche op 18 mei 1952, tussen Forêt-de-la-Guerche en La Guerche-de-Bretagne in 1955 en tussen La Guerche-de-Bretagne en Vitré op 30 maart 1987.

## Aansluitingen
In de volgende plaatsen is of was er een aansluiting op de volgende spoorlijnen:
Martigné-Ferchaud
RFN 466 000, spoorlijn tussen Châteaubriant en Rennes
Vitré
RFN 420 000, spoorlijn tussen Paris-Montparnasse en Brest
RFN 439 000, spoorlijn tussen Vitré en Pontorson